# Fortune (magazin)
A Fortune amerikai nemzetközi üzleti magazin. Kiadója és tulajdonosa a  Time Inc., amely a Meredith Corporation tulajdonában van. A Fortune-t Henry Luce alapította 1929-ben. Fő versenytársa az amerikai üzleti magazinok piacán a Forbes és a Bloomberg Businessweek, fő jellemzője pedig a hosszú, mély elemző cikkek. A Fortune rendszeresen publikál üzleti ranglistákat, amelyek közül a legismertebb az 1955 óta évente kiadott Fortune 500, amely az 500 legnagyobb amerikai céget állítja sorrendbe árbevételük alapján.

## Fordítás
Ez a szócikk részben vagy egészben  a   Fortune (magazine) című angol Wikipédia-szócikk ezen változatának fordításán alapul.  Az eredeti cikk szerkesztőit annak laptörténete sorolja fel. Ez a jelzés csupán a megfogalmazás eredetét és a szerzői jogokat jelzi, nem szolgál a cikkben szereplő információk forrásmegjelöléseként.